# Christian Duguay
Christian Duguay (30 de marzo de 1956) es un director de cine canadiense.

## Carrera
Duguay, es licenciado en Universidad Concordia y empezó su carrera profesional como camarógrafo en publicidad, documentales y vídeos de música. Se convirtió en un experto con la Steadicam y ha trabajado en Estados Unidos y Europa, sobre todo en Italia y Francia. Es más conocido por dirigir películas de acción como Asesinos cibernéticos (1995) protagonizada por Peter Weller y Roy Dupuis y El arte de la guerra (2000) protagonizada por Wesley Snipes y Michael Biehn. En 2003 fue nominado al Emmy por la miniserie Hitler: El ascenso del Mal, y en 2009 rodó una miniserie sobre San Augustin de Hipona. En 2010 narró el pontificado del Papa Pius XII durante la ocupación de Roma por los nazis durante la Segunda Guerra Mundial.

## Vida personal
Duguay ha engendrado a cuatro hijos, Orlando, Sebastien, Natalia y Victoria.

## Filmografía seleccionada
- Scanners II: The New Order (1991) (TV)
- Live Wire (1992)
- Scanners III: The Takeover (1992) (TV)
- Modelo de día (1994) (TV)
- Asesinos cibernéticos (1995)
- The Assignment (1997)
- Joan of Arc (1999) (TV)
- El arte de la guerra (2000)
- Extreme Ops (2002)
- Hitler: The Rise of Evil (2003) (TV)
- Human Trafficking (2005) (TV)
- Lies My Mother Told Me (2005) (TV)
- Boot Camp (2007)
- Coco Chanel (2008)
- Augustine: The Decline of the Roman Empire (2010)
- Pope Pío XII (2010)
- Cenicienta (2011) (TV)
- Anna Karenina (2013)
- Jappeloup (2013)
- Belle et Sébastien, l'aventure continue (2015)
- Un sac de billes (2017)

## Premios y nombramientos
- 2006, Directors Guild of Canada Craft Award (Outstanding Direction - Television Movie/Mini-Series) for Human Trafficking (2005) (TV)
- 2006, Gemini Award (Best Dramatic Mini-Series) for Human Trafficking (2005) (TV)
- 2006, nominated for a Gemini Award (Best Direction in a Dramatic Program or Mini-Series) for Lies My Mother Told Me (2005) (TV)
- 2003, nominated for an Emmy Award (Outstanding Miniseries) for Hitler: The Rise of Evil (2003) (TV)
- 1999, nominated for an Emmy Award (Outstanding Directing for a Miniseries or a Movie) for Joan of Arc (1999) (TV)
- 1996, Gemini Award (Best Direction in a Dramatic Program or Mini-Series) for Million Dollar Babies (1994) (TV)